# Bobo Chan
Bobo Chan Man-Woon (cinese tradizionale: 陳文媛; cinese semplificato: 陈文媛; pinyin: Chén Wényuán; Hong Kong, 18 settembre 1979) è una cantante, attrice e modella cinese.

## Scandalo fotografico
A gennaio e febbraio 2008, alcune foto esplicite riguardanti Bobo Chan ed Edison Chen sono state trovate su internet. Le foto riguardavano scene di sesso orale tra i due. In breve tempo, lo stato di celebrità e la reputazione della cantante sono stati compromessi. La maggioranza degli sponsor (se non tutti) hanno cancellato i contratti per paura di un'associazione di colpevolezza. È stato cancellato anche il suo fidanzamento con l'azionista Philip Jin Zi. Dai tempi dello scandalo, Bobo è rimasta in esilio e non è ancora ricomparsa in nessun ambito del mondo dello spettacolo, poiché le foto hanno danneggiato inevitabilmente la sua carriera e vita personale. Bobo non ha ancora commentato cosa ha intenzione di fare in futuro, ma non ha neanche annunciato un ritiro dall'industria dello spettacolo.
Nello scandalo erano implicate anche Gillian Chung, Cecilia Cheung ed altri nomi non noti.

## Discografia
- Shine (2001)
- bounce (2002)
- Graceful (2002)
- BoBo Chan - Phase 1 The Retrospect (2003)
- Fantasia (2005)

## Filmografia

### Cinema
- Lian xing shi dai, regia di Chi-Sing Cheung (2000)
- Yau leng ching shu, regia di Kim Wah Lou (2001)
- Dang nan ren bian cheng nu ren, regia di Wai-Keung Lau e Wai Man Yip (2002)
- The Park (Chow lok yuen), regia di Wai-Keung Lau (2003)
- Hau bei tim sum, regia di Maurice Li e Andrew Loo (2005)
- Boon chui yan gaan, regia di Long Ching e Herman Yau (2006)

### Serie TV
- Ching mai hak sum lam (2005)